# スカイプラザステーションタワー
スカイプラザステーションタワーは、千葉県佐倉市に所在する超高層マンション。タワー棟とアネックス棟で構成されている。

## 概要

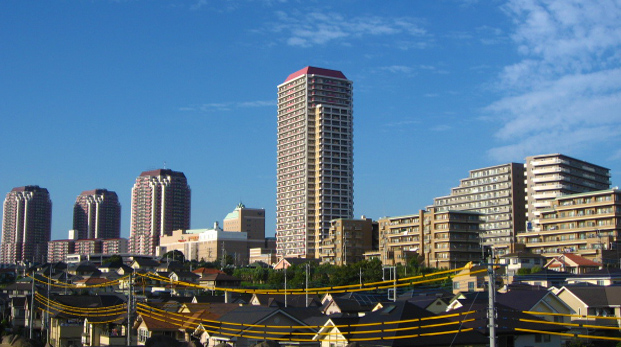
ユーカリが丘の超高層マンション群、中央がスカイプラザステーションタワー

ユーカリが丘駅（京成電鉄・山万）のすぐ南側にあり、ペデストリアンデッキで直結している。 31階建てのタワー棟（217戸）と8階建てのアネックス棟（36戸）の合計253戸で構成され、1階および2階には商業施設が入居している。
共同住宅および店舗からなり、建築規模は地下1階 - 地上31階建て、設計・監理は山宜設計、施工は鹿島建設、デベロッパーは山万が行っている。管理会社はワイエム総合サービス（山万の関連会社）が行っている。
ユーカリが丘は地下に活断層がなく良質な地盤構成となっており、 N値50以上の強固な支持層にタワー棟では深さ56メートル、アネックス棟では53メートルまで杭基礎（大きな支持力を持つ拡底アースドリル杭を採用）を打ち込んでいる。事前調査をもとに、タワー棟で102本、 アネックス棟で24本を支持層まで打ち込んでいる。高強度材料を採用したHiRC工法（柱に通常の鉄筋のほかにスパイラル状の鉄筋を巻いて粘り強さを増した鉄筋コンクリート工法）を採用し、最大41ミリメートルの太径鉄筋を使用、せん断補強筋には円フープと角フープを組み合わせている。大きな軸力が生じる部位でも、 中央に芯筋を配した芯筋柱として耐震性を高めている。

## 歴史
- 2001年（平成13年）8月 - 着工
- 2003年（平成15年）12月 - 竣工

## 施設
- 住戸：253戸
- 自走式駐車場：平面駐車場あり
- 商業駐車場：41台（24時間入出庫可能[6]）
- 共用施設：ガーデン、プレイルーム
- 学区：佐倉市立志津小学校（960メートル）、佐倉市立志津中学校（1050メートル）

## アクセス

### 鉄道
- 京成電鉄・山万 ユーカリが丘駅、徒歩約1分

### 自動車
- 最寄りのインターチェンジ
  - 東関東自動車道 四街道インターチェンジ